# Get Some (canción de Lykke Li)
«Get Some» es una canción de la artista sueca Lykke Li de su segundo álbum de estudio, Wounded Rhymes. Producida por Björn Yttling de Peter Bjorn and John, que fue lanzado en Suecia el 22 de octubre de 2010 como primer sencillo del álbum.
El video musical dirigido por Johan Söderberg.

## Presentaciones en vivo
El 3 de marzo de 2011, Li interpretó "Get Some" en Late Night with Jimmy Fallon. El 10 de marzo se realizó la canción en Conan y en Last Call with Carson Daly el 15 de marzo.

## En la cultura popular
La canción fue utilizada en el décimo episodio de la tercera temporada de The CW de 90210, titulada "Best Lei'd Plans" y originalmente fue presentada 29 de noviembre de 2010. La canción aparece en la banda sonora de The Vow.  La canción también fue utilizada en el episodio diecinueve de la segunda temporada de The Vampire Diaries de The CW, titulado "Klaus" y originalmente salió al aire 21 de abril de 2011, así como el sexto episodio de la primera temporada de Teen Wolf, titulado "Heart Monitor" y originalmente salió al aire 4 de julio de 2011 y la canción fue utilizada en el decimoquinto episodio de la primera temporada de Hawaii Five-0, titulado "Kai e'e", que salió al aire 23 de enero 2011. La canción también fue utilizada en el drama de Pretty Little Liars de ABC Family en el décimo octavo episodio de la segunda temporada, que se titula "A Kiss Before Lying", que salió al aire 30 de enero de 2012. La canción también ha sido presentado en videojuego Batman: Arkham City tráiler interpretado con Catwoman. así como IOS 5 de Apple También fue utilizado en comerciales de Victoria Secret y en los comerciales del Teléfono inteligente Samsung Galaxy S5. La canción también se puede escuchar en el videojuego Need for Speed: The Run, mientras que las carreras de Mila Belova. Y en el 2015 en la serie sense 8 de Netflix.

## Lista de canciones
Swedish iTunes single
1. "Get Some" – 3:22
2. "Paris Blue" – 3:44

iTunes EP
1. "Get Some" – 3:22
2. "Get Some Get Some" (Mike D Remix - Another Latch Bros. Production) – 3:50
3. "Get Some" (Remix by Beck) – 4:46
4. "Paris Blue" – 3:45

Swedish and UK 7" limited edition single
A. "Get Some" – 3:22
B. "Paris Blue" – 3:44

## Créditos y personal
- Lykke Li – vocales
- Henrik Jonsson – grabación
- Lasse Mårtén – mezcla
- Björn Yttling – productor, mezcla

## Posicionamiento en listas
| Listas (2010)                | Mejor posición |
| ---------------------------- | -------------- |
| Belgian Tip Chart (Flanders) | 23             |
| Listas (2011)                | Mejor posición |
| U.S. Alternative Songs       | 31             |

## Historial de lanzamientos
| País        | Fecha                   | Formato          | Discográfica     |
| ----------- | ----------------------- | ---------------- | ---------------- |
| Suecia      | 22 de octubre de 2010   | Descarga digital | LL Recordings    |
| Reino Unido | 25 de octubre de 2010   | 7"               | Atlantic Records |
| Suecia      | 27 de octubre de 2010   | 7"               | LL Recordings    |
| Reino Unido | 10 de diciembre de 2010 | Descarga digital | Atlantic Records |